# Sé (Portalegre)
Sé ist eine ehemalige Gemeinde (Freguesia) im portugiesischen Kreis (Concelho) von Portalegre. In ihr leben 10.712 Einwohner (Stand 30. Juni 2011).

## Geschichte
Portalegre war in sieben innerstädtische Gemeinden aufgeteilt, bis es 1549 Sitz des neugeschaffenen Bistums Portalegre wurde (seit 1956 Bistum Portalegre-Castelo Branco). In der Folge wurden die Gemeinden zusammengelegt und neu formiert. Daraus entstanden die zwei Innenstadtgemeinden São Lourenço und Sé. Sé vereinte die südliche Hälfte der Stadt, während São Lourenço die nördliche Hälfte des Stadtgebiets umfasste. Herausragendes und namensgebendes Bauwerk ist die Kathedrale von Portalegre (Sé de Portalegre).
Im Zuge der Gebietsreform vom 29. September 2013 wurde Sé mit São Lourenço zur Gemeinde União das Freguesias da Sé e São Lourenço zusammengelegt.

## Sehenswürdigkeiten
Die namensgebende Kathedrale (port.: Sé) liegt in der Gemeinde. Zu den zahlreichen weiteren Baudenkmälern der Gemeinde zählen das modernistische Café Alentejano, das in einem ehemaligen Priesterseminar untergebrachte städtische Museum Museu Municipal, die Fachhochschule Instituto Politécnico de Portale, die historische städtische Markthalle (Mercado Municipal), die mittelalterliche Burganlage, Wohnblocks des sozialen Wohnungsbaus des Estado-Novo-Regimes, und eine Vielzahl Sakralbauten, öffentlicher Brunnenanlagen, und Bürgerhäuser aus dem 16., 17. und 18. Jahrhundert.
Auch der Plátano de Portalegre steht in der Gemeinde. Die Baumkrone der 1838 gepflanzten Platane gilt als die größte auf der Iberischen Halbinsel.